# Svalbard Museum
Lo Svalbard Museum ("museo delle Svalbard") è un museo etnografico situato a Longyearbyen, capitale delle isole norvegesi delle Svalbard.

## Descrizione
È un museo dedicato ai 400 anni di storia delle isole Svalbard, spiegandone l'esplorazione e l'attività umana sulle isole.
Nelle varie sezioni il museo offre panoramiche su:
- l'ambiente marino (correnti e fauna);
- il tempo dei primi esploratori e della vita dei cacciatori di balene e trichechi;
- la vita dell'orso polare e della renna nell'inverno gelido e buio e nell'estate con il sole di mezzanotte d'estate;
- le caratteristiche geologiche dell'isola e le miniere di carbone;
- gli uccelli migratori nelle scogliere delle isole;
- la moderna Spitsbergen tra l'estrazione del carbone, il turismo e la ricerca scientifica.

## Storia
Inaugurato nel 1979, dal dicembre 2005 si trova nello Svalbard Science Center. Nel 2008 ha vinto il Premio museo del Consiglio d'Europa.